# Hartmut Schade
Hartmut Schade (Radeberg, 13 de Novembro de 1954) é um ex-futebolista profissional alemão que atuava como líbero, campeão olímpico.

## Títulos
Alemanha Oriental
- Jogos Olímpicos: 1976

## Ligações Externas
- Perfil na Sports Reference